# Bäderarchitektur
La Bäderarchitektur, ossia "architettura balneare", è uno stile architettonico caratteristico dei luoghi di villeggiatura tedeschi principalmente sul mar Baltico ma anche al mare del Nord.

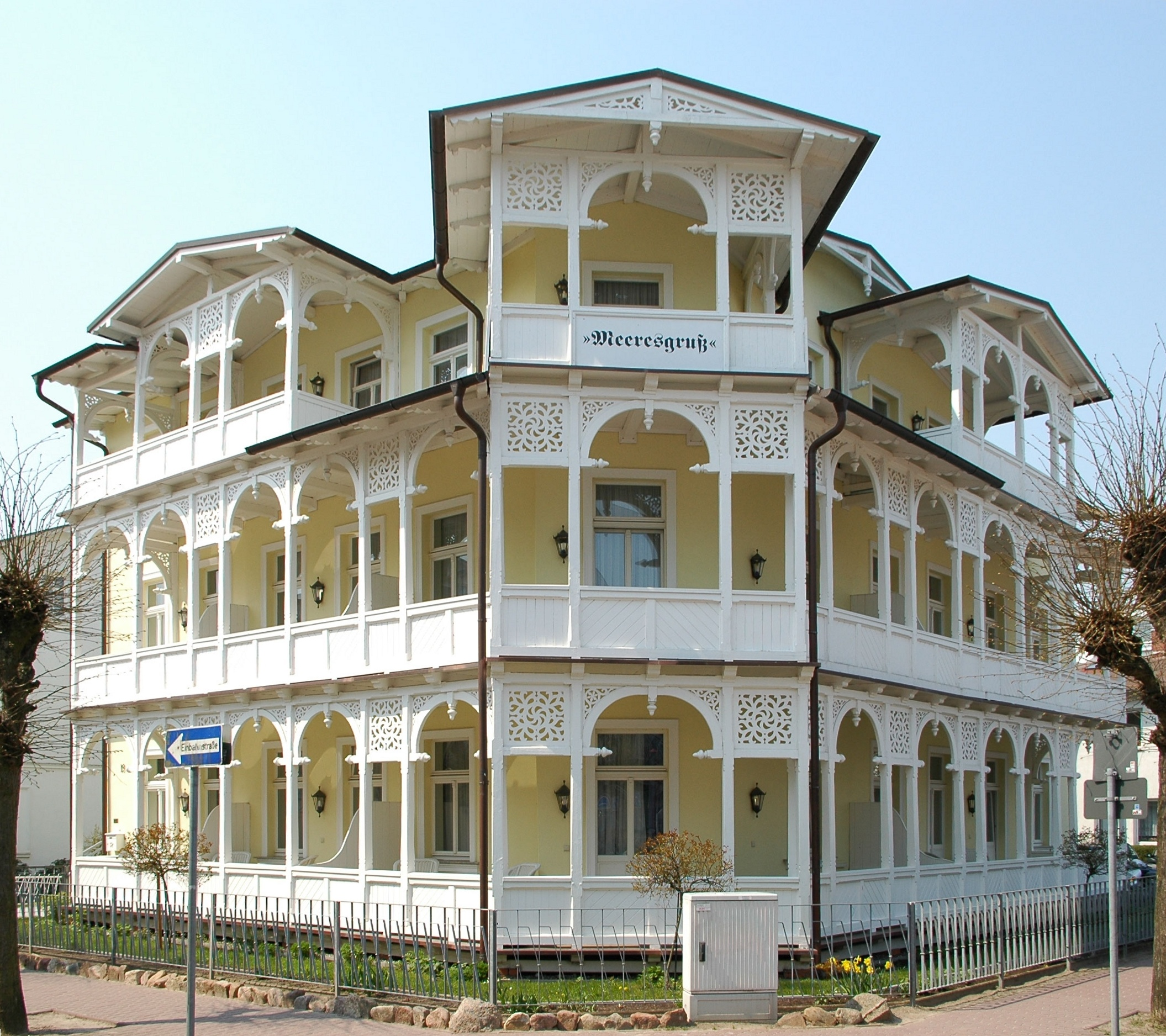
Villa in stile balneare a Binz

Lo stile balneare nacque con la fondazione di Heiligendamm nel 1793 (primo luogo di villeggiatura sulla costa del Mecleburgo) e si sviluppò particolarmente a partire dal 1870 quando questi luoghi di vacanza vennero collegati alle città dell'interno tramite linee ferroviarie. Lo sviluppo e la diffusione della Bäderarchitektur coincide con il grande sviluppo industriale che è definito come Gründerzeit (1848-1873).
Questo stile caratteristico dei luoghi di villeggiatura e di benessere si diffuse anche ad altri paesi, in presenza di stabilimenti termali, come in Austria, Svizzera e Repubblica Ceca.

## Caratteristiche
Lo stile balneare è caratteristico di singole ville o palazzine, in tedesco Bäderville, che sono costituite da 2 fino a 4 piani. 
Lo stile stesso varia molto perché ingloba elementi che vanno dal classicismo fino all'Art Nouveau. Le facciate di queste ville sono decorate con balconi, verande e gabbie. Nelle ville più grandi si vi sono spesso avancorpi. Le finestre sono ad arco o rettagolari, spesso fiancheggiate da pilastri. Le gabbie triangolari sono spesso ad arco o terminanti in piccole elementi turriti che chiudono il tetto. Elementi floreali e marittimi decorano i capitelli dei pilastri.
Il colore predominante di questo stile è il bianco, ma si possono trovare anche altri coloriture, come celeste, giallo o rosso.
Nel complesso questo stile rende gli edifici molto eleganti e le facciate appaiono come decorate a filigrana. Spesso infatti tali costruzioni sono formate da un'intelaiatura lignea con riempimento in mattoni, che ricorda lo stile delle case a graticcio.

## Galleria d'immagini

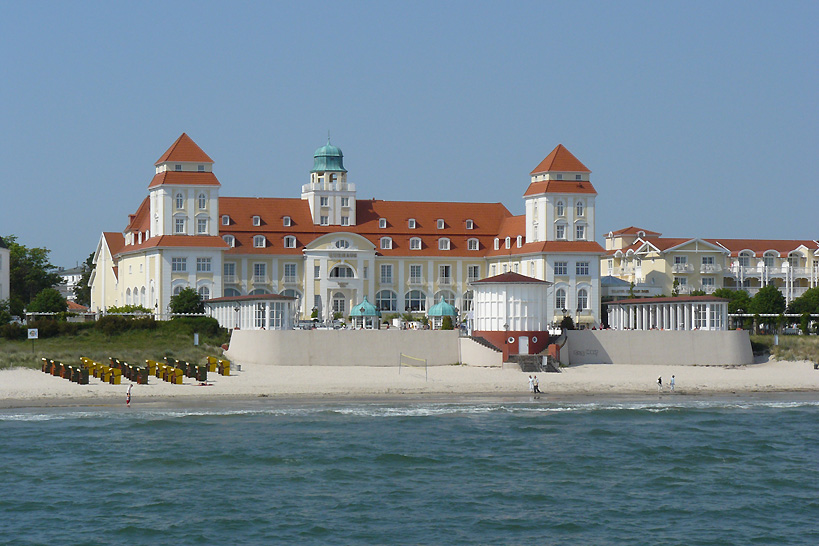
Kurhaus a Binz sull'isola di Rügen
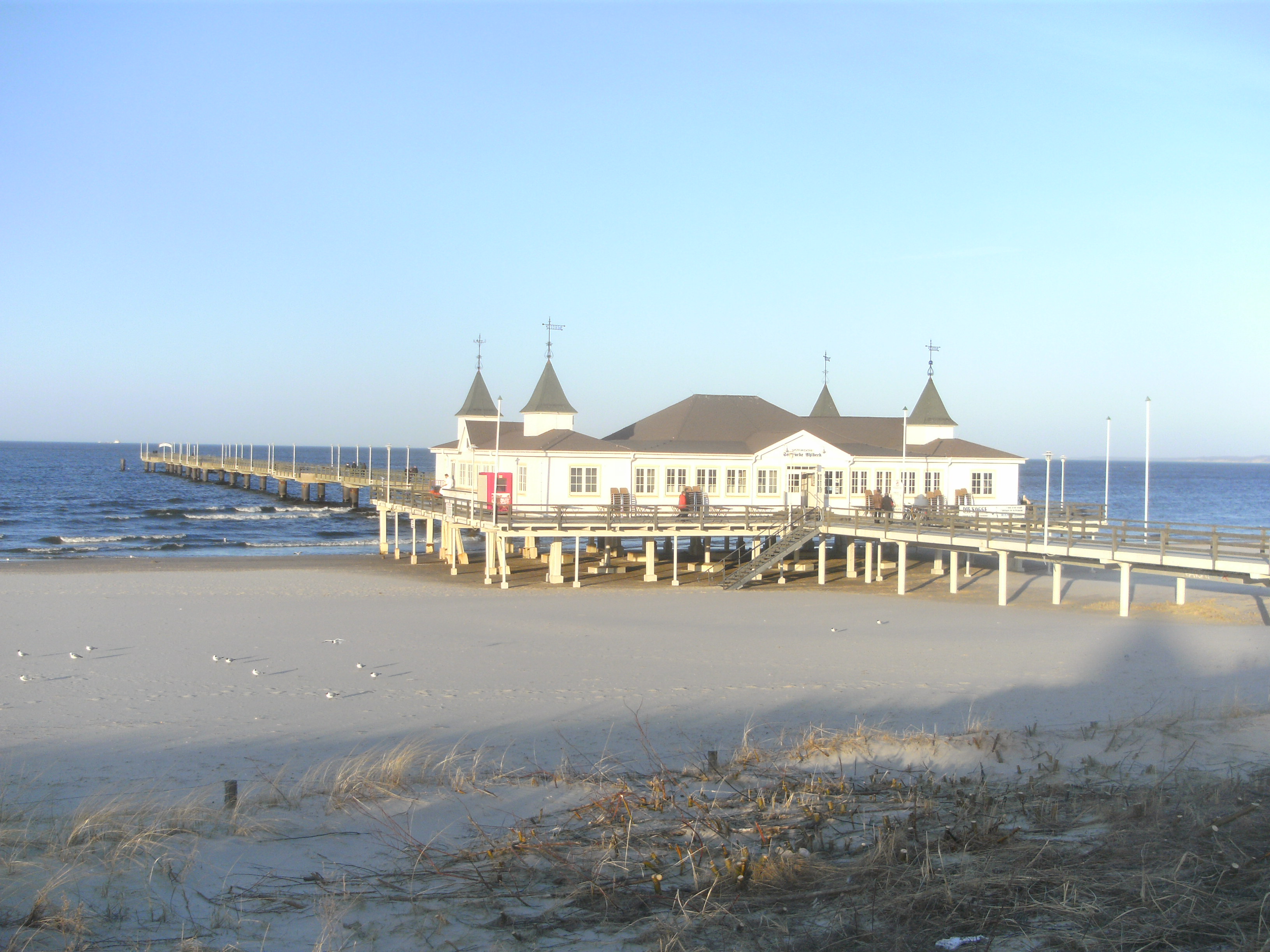
il pontile di Ahlbeck sull'isola di Usedom
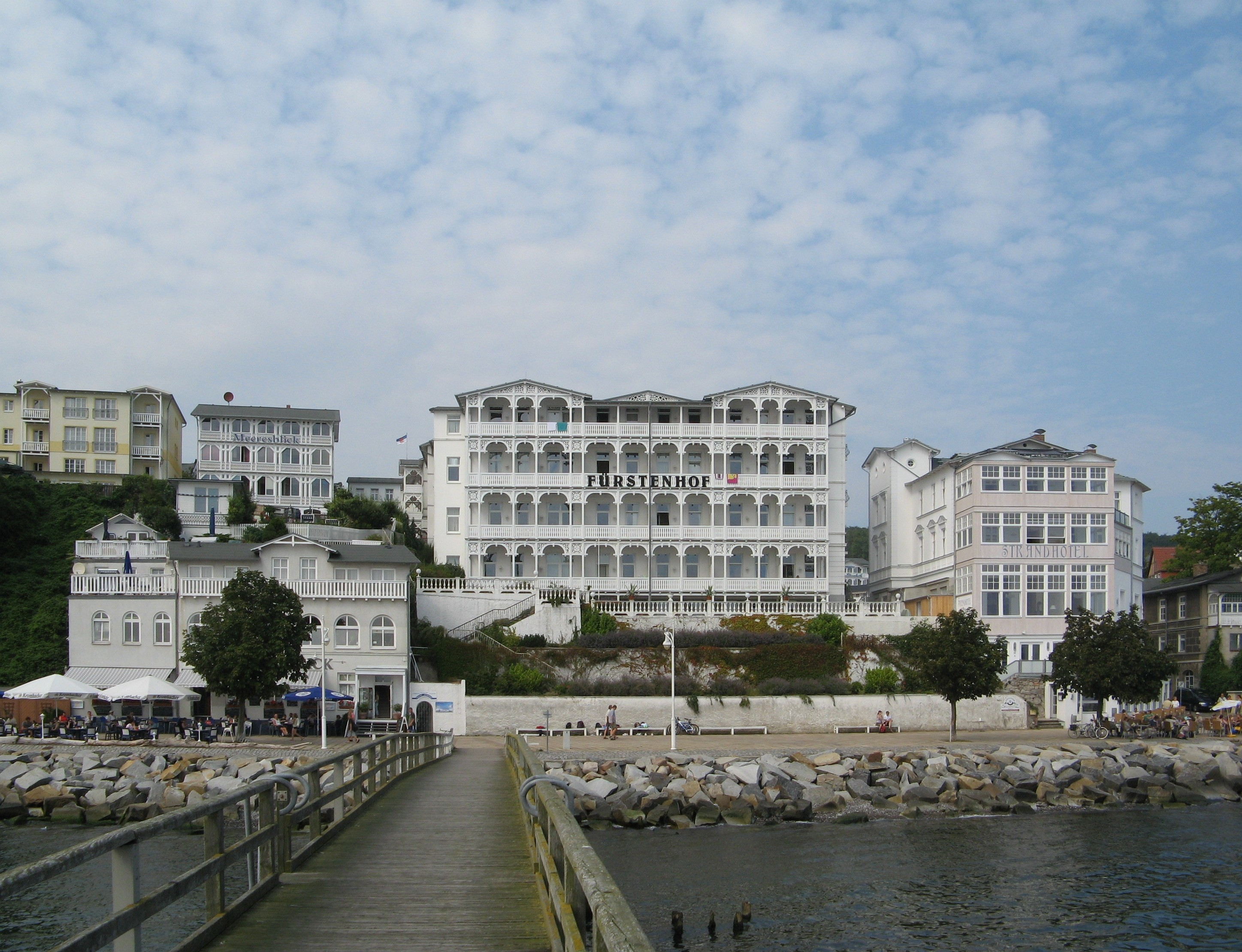
Hotel Fürstenhof a Sassnitz, su Rügen
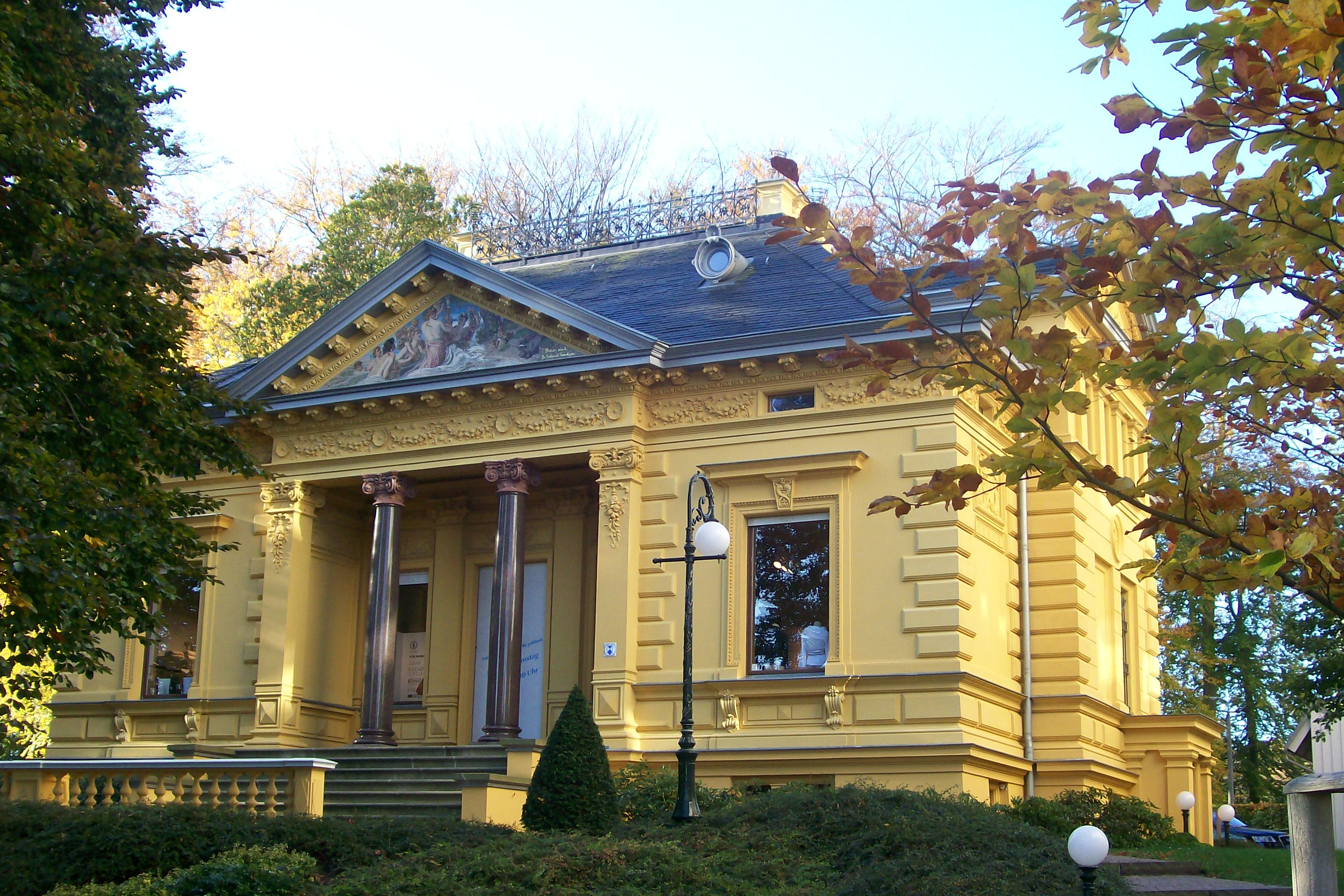
Villa Oechsler a Heringsdorf, costruita nel 1883, con mosaici di Antonio Salviati
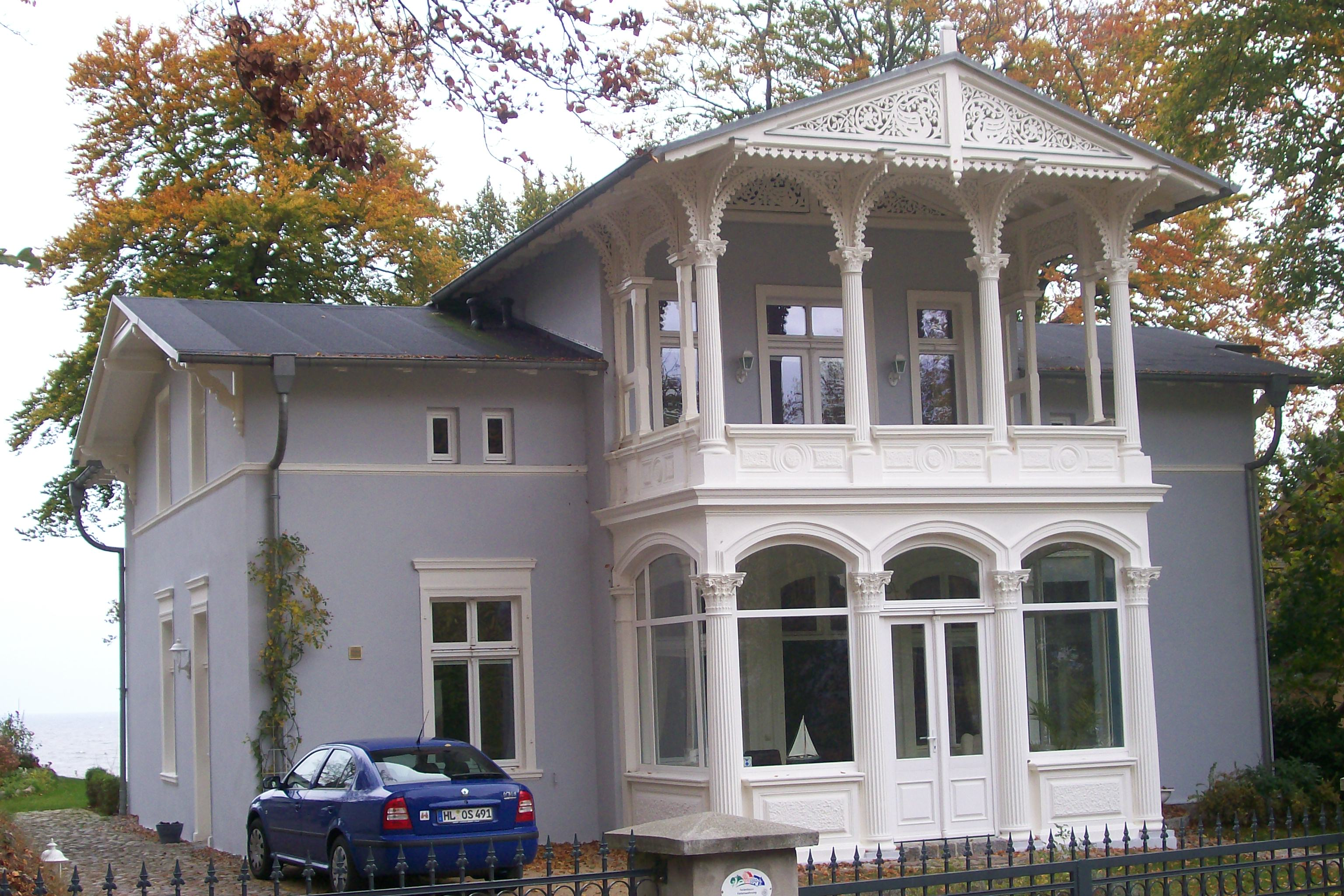
Villa Achterkerke a Heringsdorf, costruita nel 1845
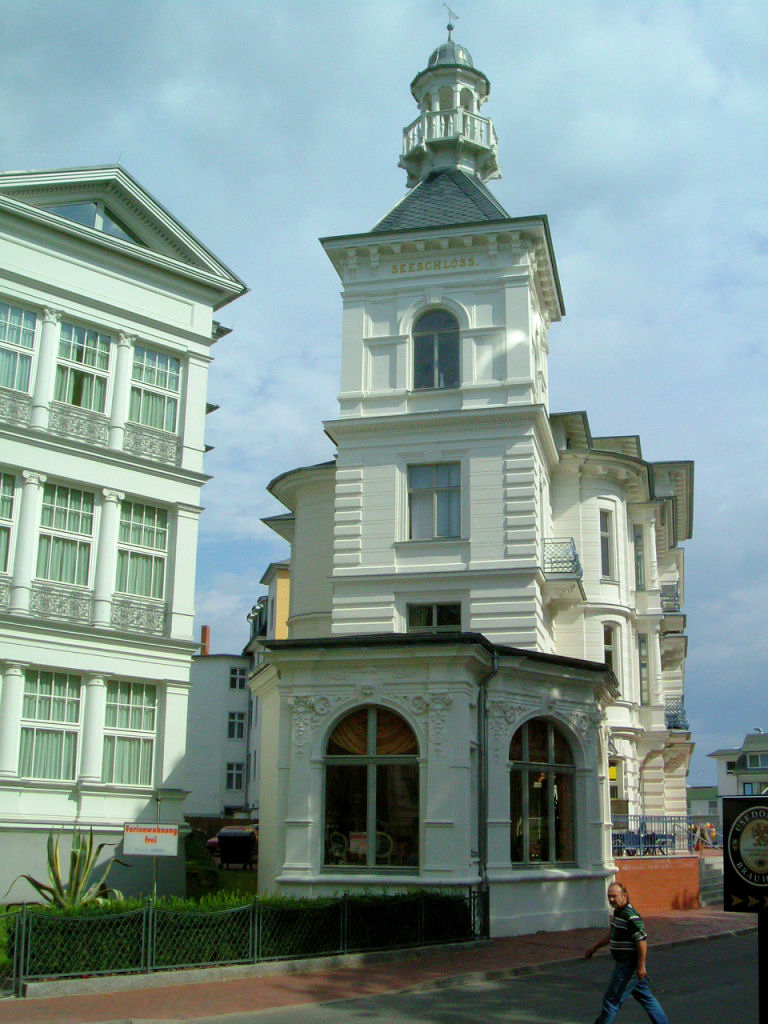
Seeschloss a Heringsdorf
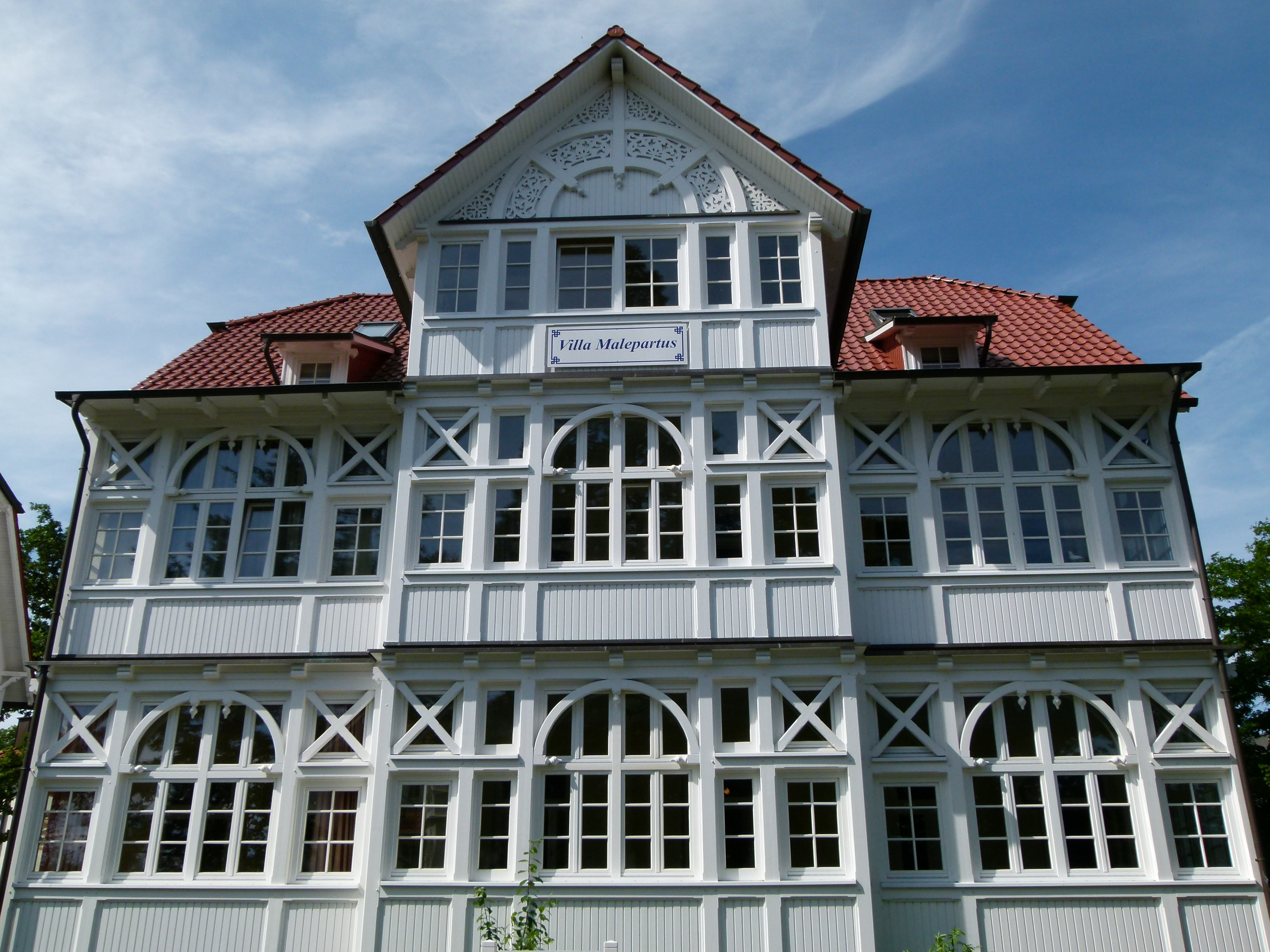
Villa „Malepartus“ a Binz
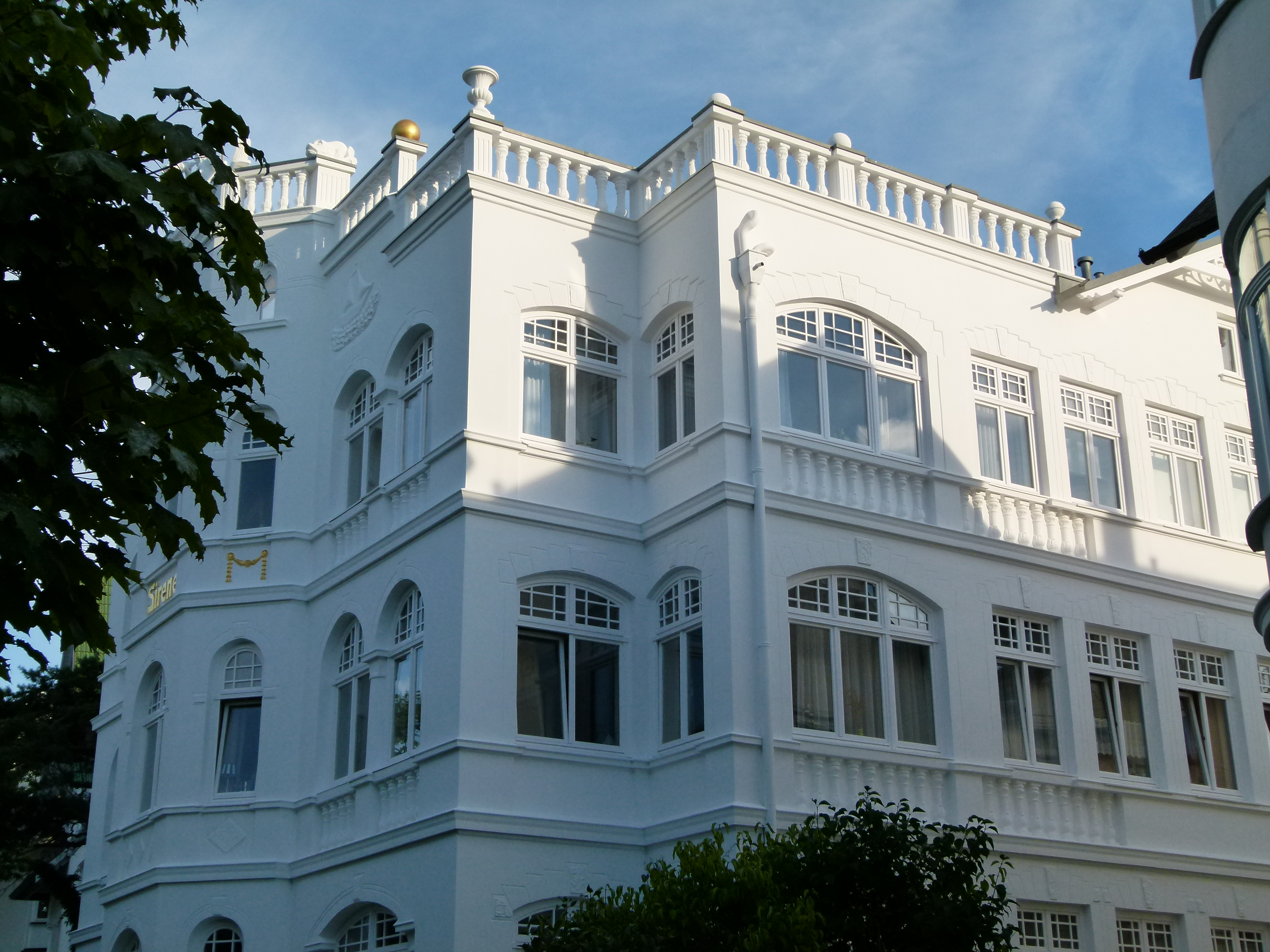
Villa „Sirene“ a Binz
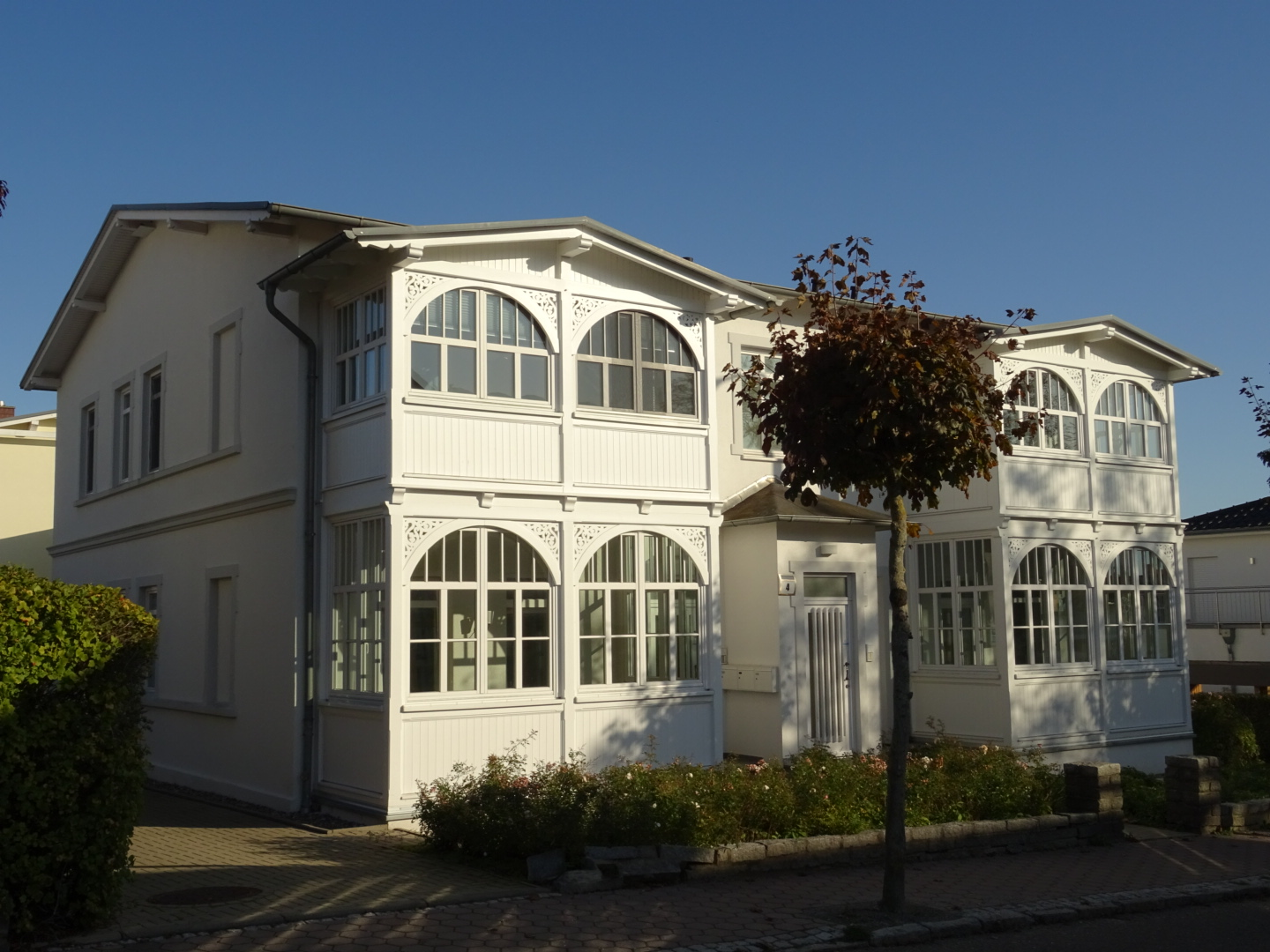
Villa Möwe a Göhren (Rügen)